# José Cayetano Parra Novo
Cayetano Parra Novo OP (Otívar, Granada, 5 de septiembre de 1950) es un sacerdote dominico y obispo español afincado en Guatemala, que se desempeña como obispo electo de Santa Rosa de Lima.

## Biografía
Cayetano Parra Novo nació el 5 de septiembre de 1950, en Otívar, Granada, España; pero se crio en la localidad catalana de Calonge, Gerona, a la que su familia llegó siendo él un bebé, cuando tenía pocos días de vida.
En 2017 el Ayuntamiento de Calonge lo nombró hijo adoptivo del municipio por unanimidad.

### Vida religiosa
Se unió a la Orden de predicadores, realizando sus votos el 13 de octubre de 1974.  
En 1976 fue destinado a Guatemala como misionero. 
Fue ordenado sacerdote el 28 de octubre de 1979, por el entonces obispo de Verapaz, Gerardo Flores.

## Episcopado

### Obispo Auxiliar de Santiago de Guatemala
El 11 de noviembre de 2016, el papa Francisco lo nombró 7° Obispo Titular de Tubia y Obispo Auxiliar de Santiago de Guatemala. 
Fue consagrado el 21 de enero de 2017, a manos del por entonces Nuncio Apostólico en Guatemala, Nicolas Thévenin.
El 4 de mayo de 2021, fue nombrado vicario general del Arzobispado.

### Obispo de Santa Rosa de Lima
El 16 de julio de 2021, el papa Francisco lo nombró 3° Obispo de Santa Rosa de Lima.